# 방랑하는 젊은이의 노래
《방랑하는 젊은이의 노래》(독일어: Lieder eines fahrenden Gesellen) 또는 《방황하는 젊은이의 노래》는 구스타프 말러가 1884~85년에 작곡한 작품이다.
가사는 1곡은 <어린이의 이상한 뿔피리>에서 가져왔고 나머지는 자작한 시로 작곡된 초기의 가곡집이며, <어린이의 이상한 뿔피리>에 의한 일련의 가곡 <죽은 아이를 그리워하는 노래>, <뤼케르트의 시에 의한 5개의 가곡> 등과 함께 말러의 대표작이다. 이것은 어느 것이나 다 반주에 대편성의 관현악을 사용하고 있다. 곡은 실연하여 방랑하는 청년을 노래한 것으로서, 본인의 오페라 극장에서의 이루어지지 못한 사랑의 경험이 녹아있다. 초기의 작품이지만 그의 소박한 멜로디들과 악센트의 자유로운 처리에 의한 격렬한 표현력, 바그너풍의 후기 낭만파적인 화성법 등 말러의 특징이 이미 충분히 나타나 있다.